# 藍色星球
《藍色星球》（The Blue Planet）是一部BBC製作的英國自然紀錄片系列。2001年9月12日在聯合王國首演，旁白由戴維·阿滕伯勒擔任。
《藍色星球》為有史以來第一個關於世界海洋自然歷史的綜合系列，每一集都考察海洋生物不同方面的生態。
《藍色星球》獲得了艾美獎和英國學術電視獎。執行製片人是Alastair Fothergill，音樂由George Fenton創作。戴維·阿滕伯勒之後於“生命”系列節目“哺乳動物的生命”（2002）和同一個製作團隊創作的《行星地球》（2006）中演出。
2017年10月29日至12月10日，BBC播出七集纪录片《藍色星球》第二季。